# Pudupalaiyam Aghraharam
Pudupalaiyam Aghraharam é uma vila no distrito de Namakkal, no estado indiano de Tamil Nadu.

## Demografia
Segundo o censo de 2001,  Pudupalaiyam Aghraharam  tinha uma população de 4994 habitantes. Os indivíduos do sexo masculino constituem 52% da população e os do sexo feminino 48%. Pudupalaiyam Aghraharam tem uma taxa de literacia de 65%, superior à média nacional de 59.5%: a literacia no sexo masculino é de 75% e no sexo feminino é de 54%. Em Pudupalaiyam Aghraharam, 10% da população está abaixo dos 6 anos de idade.